# クレマン・グルニエ
クレマン・グルニエ（Clément Grenier, 1991年1月7日 - ）は、フランス・アルデシュ県アノネー出身のサッカー選手。ラシン・サンタンデール所属。ポジションはMF。

## 経歴
2002年にオリンピック・リヨンの下部組織に入団し、2008年17歳でトップチーム昇格し3年契約を結んだ。
2009年9月26日、トゥールーズFC戦で試合終了5分前にプロデビューを果たした。2010年10月27日パリ・サンジェルマンFCとのカップ戦で初めて先発出場を飾る。その3日後にはリーグ・アンでFCソショーとの試合に出場し、UEFAチャンピオンズリーグのSLベンフィカ戦ではベンチ入りを果たした。2011年に就任したユース時代のコーチだったレミ・ガルドが監督に就任後は出番が増え、2012年4月10日のカップ戦ガゼレク・アジャクシオ戦でプロ初ゴールを記録したが、シーズン終了後放出を噂された。しかし同じポジションのヨアン・グルキュフが負傷した点や、レミ・ガルド監督の要望もあり残留した。
2012-13シーズンのリーグ戦で9月1日ヴァランシエンヌFCにヨアン・グルキュフが負傷していたため、出場機会を得て2ゴール1アシストと活躍し、チーム内での立場を確立した。この年は放出候補から一転し、計35試合で7ゴール8アシストとリーグ戦3位に貢献した。特にモンペリエ戦で93分に決めたゴールや、ニース戦では34メートルからのフリーキックを決めたことから、同じリヨンに所属したジュニーニョ・ペルナンブカーノ以来の名手として比較された。2013年7月11日に2016年まで契約を延長した。
2017年、ASローマにレンタル移籍した。
2018年1月31日、EAギャンガンに移籍した。
2018年7月24日、スタッド・レンヌと3年契約を結んだことが発表された。
2022年3月3日、RCDマジョルカと2021-22シーズン終了までの契約を結んだ。2021-22シーズン最終節のCAオサスナ戦で加入後初ゴールを挙げて1部残留に貢献すると、2022年6月15日にクラブとの契約を2024年6月まで延長した。
2023年9月1日、ラシン・サンタンデールに移籍した。

## 代表歴
2008年のUEFA U-17欧州選手権に出場し準優勝した。2010年自国開催のUEFA U-19欧州選手権では優勝した。2011 FIFA U-20ワールドカップではチームの4位に貢献した。
2013年5月29日、南米遠征の際に離脱したサミル・ナスリの代役としてA代表に初招集された。ウルグアイ戦で初キャップを記録した。

## 個人成績
| 年度     | クラブ               | リーグ       | リーグ戦 | リーグ戦 | リーグ杯               | リーグ杯               | オープン杯               | オープン杯               | 国際大会 | 国際大会 | 国際大会 | 国際大会 | その他 | その他 | 通算       | 通算       |
| 年度     | クラブ               | リーグ       | 出場     | 得点     | 出場                   | 得点                   | 出場                     | 得点                     | 出場     | 得点     | 出場     | 得点     | 出場   | 得点   | 出場       | 得点       |
| フランス | フランス             | フランス     | リーグ戦 | リーグ戦 | クープ・ドゥ・フランス | クープ・ドゥ・フランス | クープ・ドゥ・ラ・リーグ | クープ・ドゥ・ラ・リーグ | UEFA CL  | UEFA CL  | UEFA EL  | UEFA EL  | その他 | その他 | 期間通算   | 期間通算   |
| -------- | -------------------- | ------------ | -------- | -------- | ---------------------- | ---------------------- | ------------------------ | ------------------------ | -------- | -------- | -------- | -------- | ------ | ------ | ---------- | ---------- |
| 2009-10  | オリンピック・リヨン | リーグ・アン | 3        | 0        | -                      | -                      | -                        | -                        | -        | -        | -        | -        | -      | -      | 3          | 0          |
| 2010-11  | オリンピック・リヨン | リーグ・アン | 7        | 0        | 1                      | 0                      | 1                        | 0                        | -        | -        | -        | -        | -      | -      | 9          | 0          |
| 2011-12  | オリンピック・リヨン | リーグ・アン | 21       | 0        | 4                      | 1                      | 3                        | 0                        | 2        | 0        | -        | -        | -      | -      | 30         | 1          |
| 2012-13  | オリンピック・リヨン | リーグ・アン | 28       | 7        | -                      | -                      | -                        | -                        | -        | -        | 5        | 0        | 0      | 0      | 33         | 7          |
| 2013-14  | オリンピック・リヨン | リーグ・アン | 28       | 4        | 2                      | 1                      | 2                        | 0                        | 4        | 1        | 5        | 1        | -      | -      | 41         | 7          |
| 2014-15  | オリンピック・リヨン | リーグ・アン | 6        | 1        | 0                      | 0                      | 0                        | 0                        | 0        | 0        | 1        | 0        | -      | -      | 7          | 1          |
| 2015-16  | オリンピック・リヨン | リーグ・アン | 18       | 2        | 2                      | 0                      | 2                        | 0                        | 1        | 0        | 0        | 0        | -      | -      | 23         | 2          |
| 2016-17  | オリンピック・リヨン | リーグ・アン | 4        | 0        | 0                      | 0                      | 1                        | 0                        | 1        | 0        | 0        | 0        | -      | -      | 6          | 0          |
| イタリア | イタリア             | イタリア     | セリエA  | セリエA  | コッパ・イタリア       | コッパ・イタリア       | オープン杯               | オープン杯               | UEFA CL  | UEFA CL  | UEFA EL  | UEFA EL  | その他 | その他 | 期間通算   | 期間通算   |
| 2016-17  | ASローマ             | セリエA      | 5        | 0        | 0                      | 0                      | 0                        | 0                        | 0        | 0        | 0        | 0        | -      | -      | 5          | 0          |
| 通算     | リーグ通算           | リーグ通算   | リーグ戦 | リーグ戦 | リーグ杯               | リーグ杯               | オープン杯               | オープン杯               | UEFA CL  | UEFA CL  | UEFA EL  | UEFA EL  | その他 | その他 | リーグ通算 | リーグ通算 |
| 通算     | フランス             | リーグ・アン | 115      | 14       | 9                      | 2                      | 9                        | 0                        | 8        | 1        | 11       | 1        | 0      | 0      | 152        | 18         |
| 通算     | イタリア             | セリエA      | 5        | 0        | 0                      | 0                      | 0                        | 0                        | 0        | 0        | 0        | 0        | -      | -      | 5          | 0          |
| 総通算   | 総通算               | 総通算       | 120      | 14       | 9                      | 2                      | 9                        | 0                        | 8        | 1        | 11       | 1        | 0      | 0      | 157        | 18         |

## タイトル

### クラブ
オリンピック・リヨン
- クープ・ドゥ・フランス : 2011-12

スタッド・レンヌ
- クープ・ドゥ・フランス : 2018-19

### 代表
U-19フランス代表
- UEFA U-19欧州選手権 : 2010